# Palacio de Justicia del Condado de Houghton
El Palacio de Justicia del Condado de Houghton es un edificio gubernamental ubicado en 401 E. Houghton Street en la ciudad de Houghton, al norte del estado de Míchigan (Estados Unidos). Fue designado Sitio Histórico del Estado de Míchigan en 1974 y colocado en el Registro Nacional de Lugares Históricos en 1975. 

## Historia
El condado de Houghton, se organizó por primera vez en 1845; en ese momento cubría toda la península de Keweenaw, con Eagle River como la sede del condado. En 1861, el condado se dividió en dos, con la parte norte de Keweenaw, incluido el río Eagle, formando el condado de Keweenaw y la parte sur restante del condado de Houghton.  La aldea de Houghton fue designada como sede del condado, y en 1862 se erigió una estructura de armazón para que sirviera como palacio de justicia. Sin embargo, la floreciente industria del cobre en Keweenaw aumentó rápidamente la población del condado de Houghton, y se planeó un nuevo juzgado para demostrar la prosperidad del área. El condado contrató al arquitecto de Marquette J. B. Sweatt para diseñar el palacio de justicia, que fue construido en el lugar del antiguo palacio de justicia a un costo de 75 568 dólares. La primera piedra, con el escudo de armas de un minero, se colocó el 24 de julio de 1886, y el nuevo palacio de justicia se dedicó el 28 de julio de 1887. 
La sección del palacio de justicia que contiene la cárcel fue condenada en la década de 1960, y cerca se construyó un edificio adicional para reemplazarlo. y posteriormente en 2003-2004, se llevó a cabo una extensa restauración del palacio de justicia y el edificio sigue albergando oficinas gubernamentales.

## Descripción
El Palacio de Justicia del Condado de Houghton es asimétrico2 1⁄2 pisos con techo abuhardillado, diseñada principalmente en una interpretación del estilo del Segundo Imperio, pero con elementos de otros estilos incluidos. Sweatt hizo uso de materiales locales en su diseño del palacio de justicia, utilizando molduras de piedra arenisca roja y un techo de cobre. El edificio también incluye una torre de cuatro pisos y un pabellón proyectado. La mayor parte del exterior es de ladrillo color crema; piedra arenisca roja contrastante remata las ventanas. El interior del palacio de justicia fue diseñado por Charles Eastlake de Inglaterra, utilizando yeso y carpintería pesada y elaboradamente decorada. 
Una moderna adición de cinco pisos con estacionamiento está ubicada en la esquina suroeste del edificio.